# Frederick C. Sherman
Pour les articles homonymes, voir Sherman.
Frederick Carl Sherman (27 mai 1888 - 27 juillet 1957) est un amiral de l'US Navy pendant la Seconde Guerre mondiale.

## Biographie
Sherman fut officier commandant des sous-marins H-2 et O-2 pendant la Première Guerre mondiale.
Après avoir été pilote dans la marine de guerre, Sherman devient commandant en second du Saratoga en 1937 et du Naval Air Station North Island jusqu'en 1938. Il commande le Lexington à partir de 1940 jusqu'à sa perte lors de la bataille de la mer de Corail. Promu contre-amiral, il devient assistant d'état-major de l'amiral Ernest J. King jusqu'à la fin de 1942. Il est commandant de la division de porte-avions 2 de la force opérationnelle 38 (Task Force 38) en 1943 et en 1944-45, commandant de la force opérationnelle 38.3
Il est promu vice-amiral en 1945 et devient commandant de la 5e flotte en 1946.
Sherman prend sa retraite en 1947 et meurt le 27 juillet 1957 à San Diego, Californie.
Sherman remporta la Navy Cross à trois reprises. Une parcelle de terre de l'île San Clemente, en Californie, a été nommée en son honneur le 11 janvier 1961.
Sherman a écrit Combat Command, l'histoire de la guerre du Pacifique pendant la seconde guerre mondiale, basé sur ses propres expériences. Combat Command est publié en 1950 par E.P. Dutton Inc, et en 1982 par Bantam Books.

## Sources
- (en) Cet article est partiellement ou en totalité issu de l’article de Wikipédia en anglais intitulé « Frederick C. Sherman » (voir la liste des auteurs).